# Cryptanthus praetextus
Espèce
Cryptanthus praetextus est une espèce de plantes de la famille des Bromeliaceae, endémique du Brésil et décrite en 1889.

## Distribution
L'espèce est endémique de l'État d'Espírito Santo au sud-est du Brésil.

## Description
Selon la classification de Raunkier, l'espèce est hémicryptophyte.